# 河音能平
河音 能平（かわね よしやす、 1933年3月25日 - 2003年11月22日）は、日本の歴史学者。大阪市立大学文学部名誉教授。専門は日本中世史。

## 来歴
兵庫県神戸市生まれ。甲南高等学校卒業。1957年京都大学文学部卒業。京都大学大学院文学研究科修士課程修了、1962年同博士課程単位取得退学。八代学院大学助教授を経て、1971年大阪市立大学文学部助教授就任。後、大阪市立大学文学部教授。1996年名誉教授。専門は日本中世で、ドイツ学者との交流や宗教史（天神信仰）の研究が有名。母方の祖父が子爵の石井行昌。
学生時代の同級生大山喬平（京都大学名誉教授）、大学院進学後は脇田晴子（滋賀県立大学名誉教授、文化勲章受章者）も同期になる。京大3回生の時に戸田芳実（当時修士課程在籍）に石母田正の「中世的世界の形成」を薦められ、以降同期の大山喬平らと研究会を作って中世史の研究に没頭した（石母田正著作集月報より）。
門下生として木村茂光東京学芸大学教授、酒井紀美茨城大学教授、矢田俊文新潟大学教授、吉井敏幸天理大学教授、山陰加春夫高野山大学教授らがいる。

## 著書
- 『中世封建制成立史論』東京大学出版会 1971
- 『中世封建社会の首都と農村』東京大学出版会 1984.1
- 『世界史のなかの日本中世文書』文理閣 1996.4
- 『大阪の中世前期』清文堂出版 2002.5
- 『天神信仰の成立 日本における古代から中世への移行』塙書房 2003.3
- 『河音能平著作集』（全5巻）文理閣 2010-2011

### 共編
- 『中世文書論の視座』編、東京堂出版 1996.3
- 『延暦寺と中世社会』福田栄次郎共編、法藏館 2004.6